# Amaury Bischoff

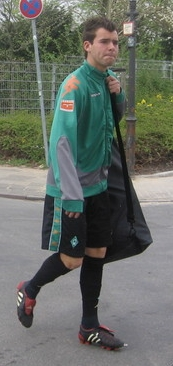
Amaury Bischoff

Amaury Bischoff född i Colmar, Frankrike, 31 mars 1987, är en fransk-portugisisk fotbollsspelare som sedan sommaren 2012 spelar i Preussen Münster. Senast spelade han i Académica och innan det i engelska Arsenal FC. Trots att Bischoff är född i Frankrike spelade han i det portugisiska U21-landslaget. Bischoff är innermittfältare, men kan spela till vänster. Han kan även spela höger ytterback. Han har även spelat i franska RC Strasbourg och moderklubben SR Colmar.